# Lochmorhynchus cribratus
Lochmorhynchus cribratus là một loài ruồi trong họ Asilidae. Lochmorhynchus cribratus được Hull miêu tả năm 1962. Loài này phân bố ở vùng Tân nhiệt đới.